# Claudia Amura
Claudia Noemí Amura (* 26. August 1970 in Buenos Aires) ist eine argentinische Schachspielerin.

## Leben
Als sie sieben Jahre alt war, lernte sie von ihrem Vater das Schachspielen. Claudia Amura ist Direktorin einer Schachschule in Merlo in der argentinischen Provinz San Luis, unterrichtet auch an der spanischen Online-Schachschule von Alexei Schirow, die vom Spanischen Schachbund für Jugendtraining genutzt wird. Sie schrieb Kolumnen für die Tageszeitungen La Nación (Buenos Aires), Página/12 (Buenos Aires) und El Liberal (Santiago del Estero). Sie dozierte auf Kursen für Sportjournalisten an der Schule DEPORTEA. Seit 1997 ist sie mit dem mexikanischen Schachgroßmeister Gilberto Hernández verheiratet. Das Paar hat vier Kinder, drei Jungen und ein Mädchen.

## Schacherfolge
Sie gewann sechs südamerikanische Frauenmeisterschaften (1990, 1992, 1994, 1996, 1998 und 1999) und wurde fünf Mal argentinische Frauenmeisterin. 1986 gewann sie das Turnier Voz da Unidade in São Paulo, 1990 das Grand Prix Open in Buenos Aires, das Frauenturnier des Capablanca-Memorials auf Kuba und das Zonenturnier der Frauen in La Paz. Bei der Juniorinnenweltmeisterschaft U20 1990 wurde sie Dritte. Im Jahre 1991 gewann sie das Zonenturnier der Frauen in São Paulo. Im Jahre 1992 gewann sie die Meisterschaft von Buenos Aires, wurde Zweite bei der panamerikanischen U20-Meisterschaft in Paraguay und gewann das Zonenturnier von Brasília. Im Jahre 1995 gewann sie das Hexagonal-Frauenturnier in Ribeirão Preto. Sie gewann die panamerikanische Frauenmeisterschaft 1997 in Mérida, Venezuela. Im Jahre 2001 belegte sie den ersten Platz beim Open in Ponferrada. Im Jahre 2007 gewann sie das Zonenturnier in Potrero de los Funes, Provinz San Lui, und qualifizierte sich damit für die nächste Frauenweltmeisterschaft, bei der sie in der ersten Runde gegen Ruan Lufei ausschied.
Claudia Amura nahm an neun Schacholympiaden der Frauen teil: zwischen 1988 und 1998 am ersten Brett sowie ab 2008 am zweiten Brett. Bei Olympiaden holte sie 57 Punkte aus 97 Partien (+37 =40 −20). 1996 in Jerewan war Argentinien nicht angetreten. Bei der Schacholympiade 1990 in Novi Sad erhielt sie eine individuelle Silbermedaille für ihr Ergebnis von 8 aus 10.
Ihr erster Schachverein war Jaque Mate. Im Alter von 15 Jahren spielte sie beim Centenario Club Argentino, ihr Trainer dort war von 1985 bis 1990 der argentinische Schachgroßmeister Óscar Panno. In Frankreich spielte sie bis 2004 für die Frauenmannschaft von Évry Grand Roque.
Im Jahre 1990 wurde sie Internationaler Meister der Frauen (WIM), seit 1998 trägt sie als erste iberoamerikanische Frau den Titel Großmeister der Frauen (WGM). Die argentinische Elo-Rangliste der Frauen hat sie lange angeführt. Im Januar 1991 lag sie mit ihrer höchsten Elo-Zahl von 2405 auf dem zwölften Platz der FIDE-Weltrangliste der Frauen.